# Монте Сопра Рондине (Арецо)
Монте Сопра Рондине је насеље у Италији у округу Арецо, региону Тоскана.
Према процени из 2011. у насељу је живело 125 становника. Насеље се налази на надморској висини од 246 м.